# Klaus Groth
Pour les articles homonymes, voir Groth.
Klaus Groth (né le 24 avril 1819 à Heide, dans le duché de Holstein, et mort le 1er juin 1899) est un poète allemand du XIXe siècle.

## Biographie
Après des études au séminaire de Tondern, de 1838 à 1841, Klaus Groth devient professeur dans une école de filles dans son village natal. En 1847, il se rend à Kiel pour obtenir une meilleure qualification. Du fait de sa mauvaise santé, il doit interrompre ses études et ne peut les reprendre qu'en 1853.
En 1856, il obtient le grade de professeur de philosophie à Bonn, avant de devenir conférencier privé sur la littérature et les langues allemandes en 1858.
En 1866, il s'installe à Kiel, où il reste professeur jusqu'à sa mort. Influencé par Johann Peter Hebel, Groth se consacre à l'écriture de poésies lyriques et épiques.
Klaus Groth meurt le 1er juin 1899 à l'âge de 80 ans. Il est enterré au cimetière du Sud de Kiel.

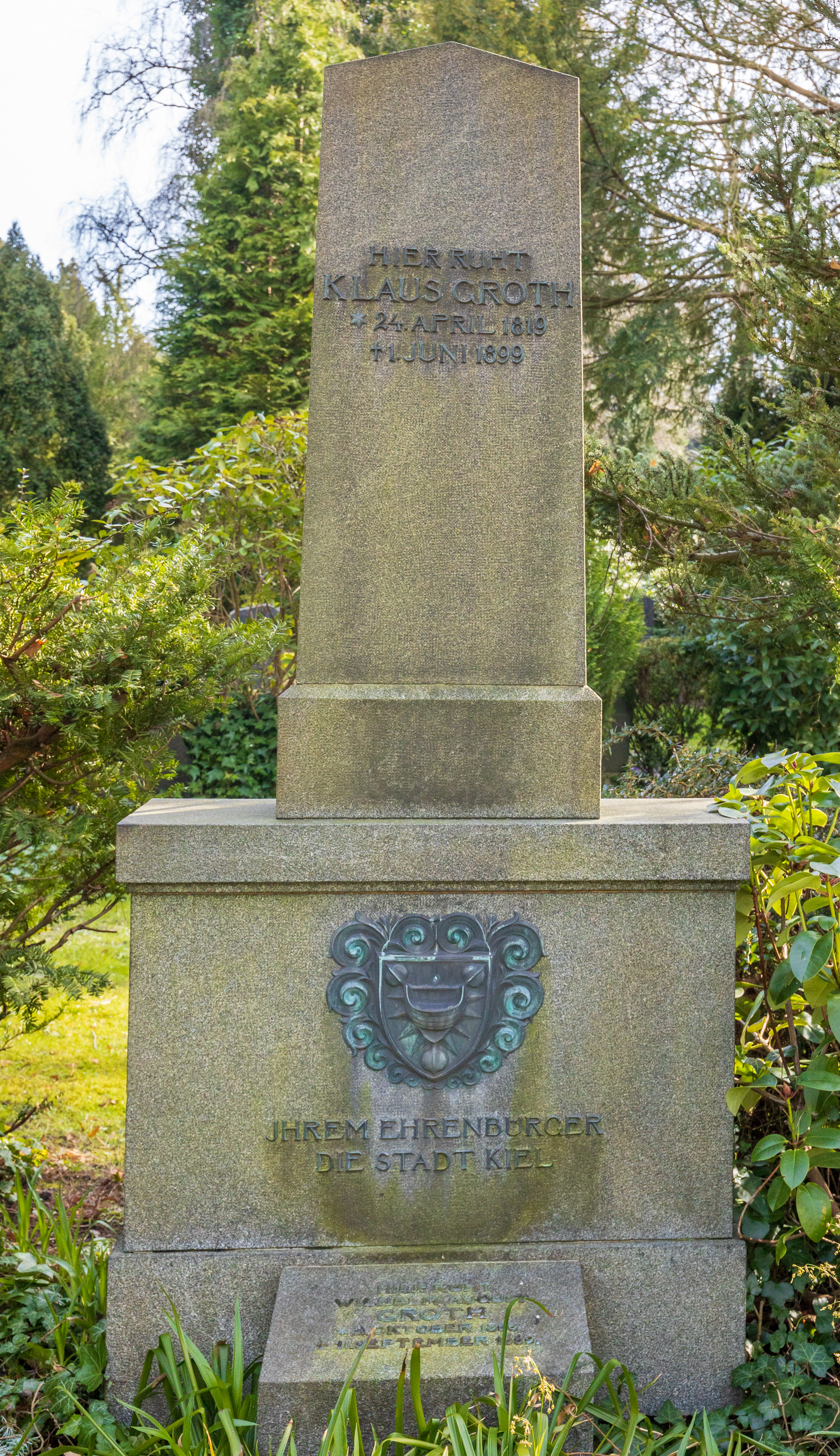
Sépulture.